# Диллон, Майлз
Майлз Диллон (англ. Myles Dillon; 11 апреля 1900, Дублин, Соединённое королевство Великобритании и Ирландии — 18 июня 1972) — ирландский историк и филолог.

## Биография
Родился в Дублине в семье Джона Диллона, депутата парламента, лидера Ирландской парламентской партии и Элизабет Мэтью. Младший брат, Джеймс М. Диллон — глава партии Фине Гэл. Учился в Дублинском университетском колледже, затем стажировался в Германии под руководством Р. Турнейзена и во Франции, где учился у Ж. Вандриеса, некоторое время преподавал в Сорбонне. Преподавал санскрит и сравнительное языкознание в Тринити-колледже (1928—1930), а также в Дублинском университетском колледже (1930—1937). В 1937—1946 годах преподавал ирландский язык в университете Мэдисона, в 1946—1947 годах — в Чикаго. По возвращении в Ирландию работал в Школе кельтских исследований в Дублинском институте продвинутых исследований, директором которой был в 1960—1968 годах, был редактором журнала Celtica. В 1969—1970 годах сотрудничал в Индийском научно-исследовательском институте в Шимле. Памяти М. Диллона был посвящён 11 том Celtica.
Обширное научное наследие М. Диллона включает в себя монографии, учебники и издания древнеирландских текстов. Среди наиболее известных его трудов — «Цикл королей» (The Cycles of the Kings, 1946), обзорная работа «Древнеирландская литература» (Early Irish literature, 1948), «Кельтские королевства» (The Celtic realms, 1967, в соавторстве с Н. К. Чэдвик). М. Диллону принадлежит современное научное издание «Книги прав» (The Book of Rights, др.‑ирл. Lebor na cert, 1962). Диллон также перевёл на английский язык работу М.-Л. Сьёстедт «Боги и герои кельтов», сделав её доступной для самой широкой международной аудитории.
Жена — Элизабет Мэри Ла Туш; сын, Джон Диллон — исследователь философии Платона; одна из дочерей — жена Ф. Келли.

## Основные работы
- Диллон М., Чедвик Н. К. Кельтские королевства. — СПб.: Издательство «Евразия», 2002. ISBN 5-8071-0108-1
- The Cycles of the Kings. OUP, 1946; rep. Four Courts Press 1994)
- Early Irish Literature. Chicago, 1948; rep. 1969; rep. Four Courts Press 1994
- Early Irish Society, Dublin 1954 (общая редакция, авторы — М. Диллон, Д. Карни, Д. Э. Бинчи,  Д. Грин)
- Irish Sagas. 1959, reps. 1968, 1985, 1996
- The Book of Rights. Dublin, 1962
- The Celtic Realms (with Nora Chadwick),1967
- Celts and Aryans. Simla 1975